# Чорак, Йосип
Йосип Чорак (хорв. Јосип Чорак; 14 июня 1943, Растока (по некоторым сведениям Смилян), Югославия — 28 ноября 2023) — югославский борец греко-римского и вольного стилей, серебряный призёр Олимпийских игр, чемпион Европы, одиннадцатикратный чемпион Югославии (1966—1976).

## Биография
Начал заниматься борьбой только в восемнадцать лет в клубе «Партизан» в Госпиче.
Дебютировал на международной арене на турнире имени Ивана Поддубного в 1965 году, где завоевал серебряную медаль. На чемпионате мира того же года остался десятым. В 1966 году также десятым был на чемпионате Европы.
В 1967 году занял второе место на Средиземноморских играх как в вольной борьбе, так и в греко-римской борьбе, на чемпионате Европы остался седьмым, на чемпионате мира девятым. В 1969 году стал чемпионом Европы. В 1970 году стал бронзовым призёром чемпионата Европы, а на чемпионате мира остался четвёртым в греко-римской борьбе и двенадцатым в вольной. В 1971 году стал чемпионом Средиземноморских игр, а на чемпионате мира был шестым.
На Летних Олимпийских играх 1972 года в Мюнхене боролся по греко-римской борьбе в полутяжёлом весе (до 90 килограммов). Регламент турнира остался прежним, с начислением штрафных баллов, но сменилось количество баллов, начисляемых за тот или иной результат встречи. Теперь за чистую победу штрафные баллы не начислялись, за победу с явным преимуществом начислялось 0,5 штрафных балла, за победу по очкам 1 балл, за ничью 2 или 2,5 балла, за поражение с явным преимуществом соперника 3,5 балла и за чистое поражение 4 балла. Как и прежде, борец, набравший 6 штрафных баллов, из турнира выбывал. Титул оспаривали 13 борцов.
В финал вышли три борца: советский спортсмен Валерий Резанцев, поляк Чеслав Квециньский и Чорак. Резанцев выиграл и у Квециньского, и у Чорака, завоевав золотую медаль. Встреча между Квециньским и Чораком состоялась ещё в третьем круге, и была сведена вничью. Но поскольку в целом Квешиньский проигрывал по штрафным баллам, он остался третьим, а Чорак завоевал серебряную медаль игр.
| Выступление на Олимпийских играх 1972 года | Выступление на Олимпийских играх 1972 года | Выступление на Олимпийских играх 1972 года | Выступление на Олимпийских играх 1972 года | Выступление на Олимпийских играх 1972 года | Выступление на Олимпийских играх 1972 года | Выступление на Олимпийских играх 1972 года |
| Круг                                       | Соперник                                   | Страна                                     | Результат                                  | Баллы                                      | Всего баллов                               | Время схватки                              |
| ------------------------------------------ | ------------------------------------------ | ------------------------------------------ | ------------------------------------------ | ------------------------------------------ | ------------------------------------------ | ------------------------------------------ |
| 1                                          |                                            |                                            |                                            |                                            |                                            |                                            |
| 2                                          | Лотар Метц                                 | Германская Демократическая Республика      | Победа По очкам                            | -1                                         | -1                                         |                                            |
| 3                                          | Чеслав Квециньский                         | Польша                                     | Ничья                                      | -2                                         | -3                                         |                                            |
| 4                                          | Николае Негут                              | Румыния                                    | Победа Туше                                | 0                                          | -3                                         | 7:36                                       |
| 5                                          |                                            |                                            |                                            |                                            |                                            |                                            |
| Финал                                      | Валерий Резанцев                           | Союз Советских Социалистических Республик  | Поражение По очкам                         |                                            |                                            |                                            |

Активно продолжал выступать в турнирах по борьбе среди ветеранов вплоть до 2005 года и к тому времени стал шестикратным чемпионом мира по греко-римской борьбе и пятикратным по вольной борьбе (в различных возрастных категориях) Это послужило основанием для включения борца в Книгу рекордов Гиннесса.
На 2005 год был заместителем начальника отдела образования и спорта города Загреба. До 2011 года был начальником Управления спортивными объектами в муниципалитете Загреба. Вице-президент спортивного клуба «Лика»
Жил в Загребе.